# Jazz Institute of Chicago
Das Jazz Institute of Chicago (JIC) ist ein seit 1969 bestehendes Institut zur Förderung des Jazz in allen seinen Ausprägungen in Chicago, einer der klassischen Heimstätten des Jazz.
Es ist wesentlich an der Organisation des Chicago Jazz Festival beteiligt (ab 1979) und veranstaltet auch weitere Konzertreihen, so eine jährliche Club Tour, Jamsessions im Chicago Cultural Center und die Festivals Millennium Park (im Millennium Park), JazzFair (ab 1979) und JazzCity (ab 1997, über die ganze Stadt verstreute Konzerte in Zusammenarbeit mit dem Chicago Park District). Ein Schwerpunkt ist die Nachwuchsförderung und Ausbildung (Jazz Links Education Program ab 2003 in Zusammenarbeit mit Musiklehrern in Chicago). 
1999 entstand das Chicago Composers Project. An einem und später zwei Tagen im Januar veranstalten sie eine Jazz Fair (mit Verkaufsständen, Filmen, Konzerten). Sein Archiv ist an der University of Chicago. Das Institut wird durch Spenden finanziert und Firmen wie Boeing gehören zu den Sponsoren.
Es wurde 1969 von einer Gruppe Musiker, Clubbesitzer, Jazzfans und Jazzjournalisten gegründet:  Art Hodes, Muhal Richard Abrams (einer der Gründer der Association for the Advancement of Creative Musicians in Chicago (AACM)), Harriet Choice (Chicago Tribune Musikkritikerin), Joe Segal (Besitzer des The Jazz Showcase Clubs), Bob Koester (Besitzer von Delmark Records), Don DeMichael (Schlagzeuger und Herausgeber von Down Beat, 1982 verstorben, nach ihm ist das Archiv benannt), Penny Tyler (Jazzpromoterin) und einige andere. DeMichael und Tyler waren zeitweise auch Präsidenten. Langjähriger Leiter war Richard Wang.
Das Institut hat eine Partnerschaft mit Posen, wo seit 2005 ein viertägiges Made in Chicago Jazz Festival stattfindet.
Executive Director seit 1996 ist Lauren Deutsch.